# José Salomé Pina
Pour les articles homonymes, voir Pina.
José Salomé Pina, né en 1830 à Mexico et mort en 1909, est un peintre mexicain.

## Biographie
José Salomé Pina est né en 1830 à Mexico.